# Lockington (Australia)
Lockington – miasto w Australii, w stanie Wiktoria.